# Dominik Hrbatý
Dominik Hrbatý (født 4. januar 1978 i Bratislava, Tjekkoslovakiet) er en slovakisk tennisspiller, der blev professionel i 1996. Han har igennem sin karriere vundet 6 single- og 2 doubletitler, og hans højeste placering på ATP's verdensrangliste er en 12. plads, som han opnåede i oktober 2005.

## Grand Slam
Hrbatýs bedste Grand Slam-resultat i singlerækkerne kom ved French Open i 1999. Her spillede
han sig frem til semifinalerne, hvor han tabte til Andre Agassi fra USA, der senere også vandt finalen. Hrbatý har desuden været i kvartfinaler ved både Australian Open og US Open.